# Stephanie Forrester
Stephanie Emma Forrester (* 30. April 1969 in Aberdeen) ist eine ehemalige britische Duathletin und Triathletin. Sie ist Duathlon-Weltmeisterin (2000) und Olympionikin (2000).

## Werdegang
Im Juli 1998 wurde Stephanie Forrester Dritte bei der Triathlon-Europameisterschaft auf der Kurzdistanz (olympische Distanz: 1,5 km Schwimmen, 40 km Radfahren und 10 km Laufen) im österreichischen Velden am Wörther See.

### Weltmeisterin Duathlon 2000
1999 wurde sie Duathlon-Staatsmeisterin und 2000 holte sie sich im französischen Calais den Titel der Duathlon-Weltmeisterin.

### Olympische Sommerspiele 2000
Bei den Olympischen Sommerspielen belegte sie im September 2000 in Sydney als beste Britin im Triathlon den fünfzehnten Rang. Die beiden neben ihr gestarteten Athletinnen Sian Brice (Dritte der EM 1999) und Michelle Dillon konnten das Ziel nicht erreichen.
2004 beendete sie ihre aktive Zeit.

## Sportliche Erfolge
| Datum/Jahr    | Rang | Wettbewerb                           | Austragungsort         | Zeit        | Bemerkung                                                                                                  |
| ------------- | ---- | ------------------------------------ | ---------------------- | ----------- | --- |
| 3. Juli 2004  | 11   | ETU Triathlon European Cup           | Rijssen-Holten         | 02:13:47    | hinter der Siegerin Ricarda Lisk aus Deutschland                                                           |
| 2. Sep. 2001  | 15   | Goodwill Games                       | Brisbane               | 02:04:42    | im Triathlon auf der olympischen Distanz                                                                   |
| 16. Sep. 2000 | 15   | Olympische Sommerspiele 2000         | Sydney                 | 02:03:56,11 | Der Triathlon feierte 2000 seine olympische Premiere (1,5 km Schwimmen, 40 km Radfahren und 10 km Laufen). |
| 12. Sep. 1999 | 23   | ITU Triathlon World Championships    | Montreal               | 01:58:48    | Triathlon-Weltmeisterschaft                                                                                |
| 3. Juli 1999  | 6    | ETU Triathlon European Championships | Funchal                | 02:03:10    | Triathlon-Europameisterschaft auf der Kurzdistanz                                                          |
| 30. Aug. 1998 | 13   | ITU Triathlon World Championships    | Lausanne               | 02:12:25    | Weltmeisterschaft auf der olympischen Distanz                                                              |
| 4. Juli 1998  | 3    | ETU Triathlon European Championships | Velden                 | 02:04:41    | Triathlon-Europameisterschaft auf der Kurzdistanz (1,5 km Schwimmen, 40 km Radfahren und 10 km Laufen)     |
| 1998          | 1    | UK National Triathlon Championships  | Vereinigtes Konigreich |             | Triathlon-Staatsmeisterin                                                                                  |

| Datum/Jahr    | Rang | Wettbewerb                         | Austragungsort         | Zeit     | Bemerkung                                  |
| ------------- | ---- | ---------------------------------- | ---------------------- | -------- | ------------------------------------------ |
| 16. Sep. 2001 | 7    | ITU Duathlon World Championships   | Rimini                 | 02:03:46 |                                            |
| 2000          | 1    | ITU Duathlon World Championships   | Calais                 | 02:02:02 | Duathlon-Weltmeisterin auf der Kurzdistanz |
| 1999          | 1    | UK National Duathlon Championships | Vereinigtes Konigreich | 01:47:10 | Duathlon-Staatsmeisterin                   |

(DNF – Did Not Finish)